# 馬克·福格爾
馬克·希利亞德·福格爾（英語：Marc Hilliard Fogel；1961年7月28日—），是一名美國教師，因攜帶0.6盎司（17克）醫用大麻入境俄羅斯，於2021年8月被當局逮捕，並於2022年6月被判處14年徒刑。2025年2月11日，經過外交談判，他獲得俄方釋放。

## 生平與職業
福格爾來自賓夕凡尼亞州，畢業於印第安納賓夕法尼亞大學。他曾在哥倫比亞、馬來西亞、阿曼、墨西哥及委內瑞拉的國際學校擔任歷史教師。自2012年起，他在莫斯科英美學校任教，並長期居住於俄羅斯。

## 逮捕與監禁
2021年8月，福格爾從莫斯科謝列梅捷沃國際機場入境時，俄羅斯海關在其行李中發現17克醫用大麻。該藥物由美國醫生開立處方來治療慢性疼痛。
2022年6月，福格爾因「販運毒品」罪名成立，被判處14年監禁。10月，他從莫斯科看守所轉移至一處勞教所，繼續服刑。
此案在美國引起關注。2022年8月，共和民主兩黨參議員聯名要求美國國務院將福格爾列為「被錯誤拘留」人士。福格爾的家人則呼籲美國籃球明星布列妮·格連娜為其發聲——格連娜同樣因攜帶大麻產品入境俄羅斯被捕，但於2022年透過換囚協議獲釋。
在格連娜案引發關注後，Change.org上發起了請願，要求美國政府介入福格爾案並促成他的釋放。截至2023年9月7日，該請願已獲22455人連署，接近25000份的目標。
然而，福格爾並未包括在2024年國際囚犯交換協議內。美國官員透露，針對他的談判仍在進行，但家人對此結果表示失望，認為他的低知名度可能導致被忽視：「馬克的遭遇本質上與其他被錯誤拘留者無異，不論他是否為公眾人物，都應優先考慮。」
2024年8月1日，美國國家安全顧問傑克·沙利文首次正式將福格爾定義為「被錯誤拘留」，這是美方官員首次公開承認他的案件屬於不當拘押。

## 獲釋與回國

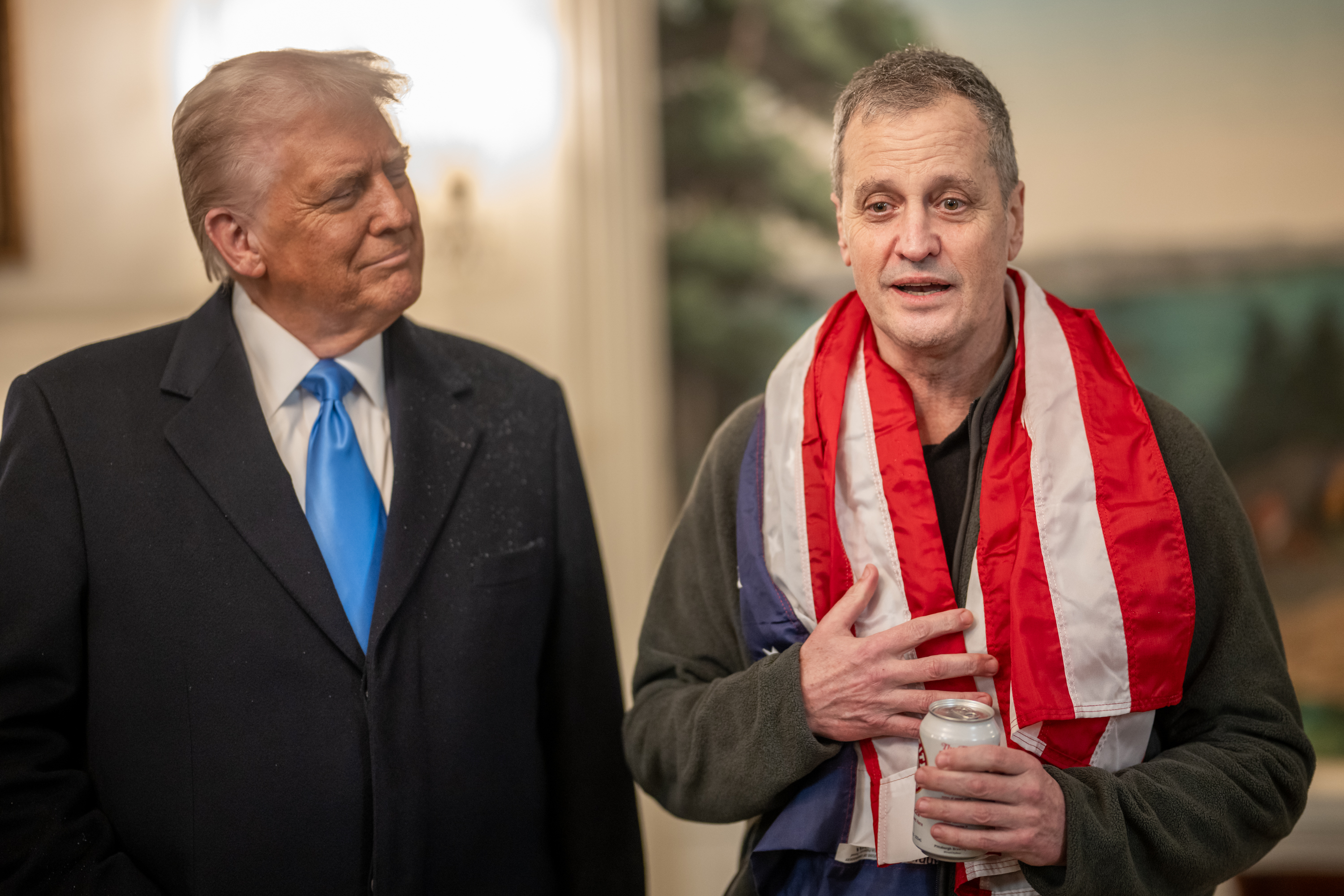
2025年2月，美國總統當勞·特朗普在白宮迎接福格爾

2025年2月11日，經過外交協商，俄羅斯當局釋放福格爾，結束他在雷賓斯克監獄長達3+1⁄2的刑期。他隨後與曾參與談判的美國中東問題特使史蒂夫·維特科夫一同離開俄羅斯。美國國務卿馬可·魯比奧隨後發佈官方聲明，確認福格爾獲釋。福格爾抵達美國後，受到美國總統當勞·特朗普在白宮迎接。特朗普同時宣佈，另一名囚犯將於2月12日獲釋。
作為福格爾獲俄羅斯釋放的條件，美國釋放俄羅斯公民亞歷山大·維尼克。